# San Baudilio de Llobregat
San Baudilio de Llobregat (oficialmente en catalán: Sant Boi de Llobregat) es una ciudad y municipio español de la comarca del Bajo Llobregat, en la provincia de Barcelona, comunidad autónoma de Cataluña. Ubicado en el área metropolitana de Barcelona, su población es de 84 831 habitantes (INE 2024).

## Geografía
Situado en el delta del Llobregat, limita con Cornellá de Llobregat, El Prat de Llobregat, Viladecans, San Clemente de Llobregat, Torrellas de Llobregat, Santa Coloma de Cervelló y San Juan Despí.
Respecto al entorno natural, el territorio es bañado por las aguas del río Llobregat y, a pesar de encontrarse en la llanura conformada por el delta destaca la montaña de San Ramón (293 m) y, sobre todo, Can Cartró (338 m), donde se halla el punto más elevado del municipio, así como la Muntanyeta (72 m), que se encuentra en el medio de la zona urbana, aunque mantiene su vegetación (principalmente de pinos) y un montículo cercano al río, lugar en el que se encontraba un castillo desde el cual los musulmanes controlaron la zona en la Edad Media.

## Historia

### Época Romana
Los primeros restos humanos en el territorio que hoy en día ocupa la ciudad de San Baudilio datan del siglo VI a. C., aunque no fue hasta la época romana (desde el siglo I a. C. hasta el siglo V) cuando los territorios se convirtieron en una zona próspera, pues en aquel entonces el mar llegaba hasta lo que hoy es San Baudilio, hecho que favoreció su desarrollo. De esta época nos han quedado las termas romanas. El samboyano más antiguo del que se conoce el nombre es Iulius Anicetus, quien a finales del siglo I a. C. fabricaba y comercializaba ánforas con vino, halladas incluso en Roma.

### Edad Media
El dominio árabe sobre el territorio que hoy es Cataluña se extendió desde inicios del siglo VIII hasta mediados del siglo XII. El dominio concluyó con la reconquista de Tortosa en el 1149. Durante esta época la ciudad se llamaba Alcalá Alcalá (en árabe 'castillo'). La ciudad fue un punto estratégico para controlar el delta del Llobregat, es decir, la zona sur de Barcelona. Mientras ciudades vecinas fueron reconquistadas por los cristianos, formando lo que se conoce como Cataluña Vieja, al quedar San Baudilio al sur del Llobregat, permaneció algún tiempo más bajo dominio musulmán. En el año 965, la parroquia de Sant Baldiri ya aparecía documentada en el cartulario de Sant Cugat. A finales del siglo X, el dominio árabe al sur del río Llobregat había concluido.
Después de ser reconquistada por los cristianos, la población se concentró en dos núcleos: 
- La Sagrera: en la colina del castillo y en torno a la iglesia de San Baudilio.
- Pobla Arlovina: en torno a la c./ Mayor, que ha sido el centro de la ciudad hasta el siglo XX.

### Edad Moderna
Ya en la Edad Moderna, en San Baudilio se empiezan a construir numerosas masías, tanto en el núcleo urbano existente como en el campo, que actualmente ha pasado a ser el barrio de Marianao y el barrio Centro. También en esta época se instala uno de los primeros conventos de los monjes capuchinos y se construye la nueva iglesia parroquial (1752) de estilo barroco con simplicidad neoclásica.

### Edad Contemporánea
Ya a finales del siglo XIX la ciudad inicia un ensanche y, por tanto, la población deja de concentrarse en los dos núcleos urbanos anteriormente mencionados. En torno a 1875 vivían alrededor de 3000 personas, y en 1900 San Baudilio era el pueblo más poblado de la comarca (el Bajo Llobregat) con más de 5000 habitantes. Hacia 1935 eran ya 10 000. En 1917 se construyó la primera fábrica de importancia, también se hizo el alcantarillado y la pavimentación de las calles.
Durante la guerra civil española la ciudad estuvo en manos republicanas desde su inicio hasta casi el final de la misma. El nombre oficial de la ciudad cambió de Sant Boi a Vilaboi, pues durante la guerra en Cataluña se pretendió eliminar cualquier signo religioso. Una vez en territorio nacional, este nombre oficial fue sustituido por San Baudilio de Llobregat, el cual pasaría oficialmente a ser el de Sant Boi de Llobregat en idioma catalán, tras la restauración de la democracia.
Durante los primeros días de la guerra en San Baudilio de Llobregat se rumoreaba acerca de un posible golpe de Estado por parte del ejército en Marruecos, aparte de los rumores todo siguió con normalidad en la ciudad, hasta que a finales de julio de 1936 un grupo de anarquistas incendió la iglesia de la ciudad, al mismo tiempo testigos dicen que se pudo ver entre 5 y 6 columnas de humo que procedían de diferentes incendios, provocados por grupos anarquistas en iglesias de varias localidades vecinas del Bajo Llobregat. Durante la guerra San Baudilio fue un fuerte núcleo del anarquismo. El día 23 de enero, son evacuados varios civiles, entre mujeres, niños, ancianos y soldados republicanos en retirada. Para frenar el avance nacional es destruido un puente que conecta San Baudilio con la otra orilla del Llobregat. Finalmente tras el bando Nacional llevar a cabo la ofensiva de Cataluña, a causa de la desbandada del ejército republicano el día 24 de enero de 1939 es ocupada la ciudad por el ejército nacional, dos días más tarde lo sería Barcelona tras el fracaso republicano de intentar establecer una línea defensiva a lo largo del río Llobregat.
Durante el franquismo la ciudad se multiplicó (pasando de 10 000 habitantes en 1935 a 20 000 en 1960 y 65 000 en 1975), sobre todo por los inmigrantes, que provenían del resto de España, en especial de las zonas rurales y del sur, como Andalucía, Extremadura, Aragón, Castilla y León o Galicia. Este gran aumento de población provocó que en los años 60 se construyeran diversos barrios para acoger a la inmigración (Ciudad Cooperativa, Camps Blancs y Casablanca), que en sus inicios eran barrios marginales y apartados del núcleo de la población y que a día de hoy se han integrado en la ciudad. Pero no solo se crearon estos barrios, también el núcleo creció hasta llegar a estos barrios periféricos, construyendo lo que hoy es el barrio Centro, Marianao y Vinyets-Molí Vell. Actualmente, San Baudilio ha dejado de recibir inmigrantes del resto de España para pasar a recibir de países como Marruecos, Ecuador, Rumanía o China.
Respecto a la política municipal desde la restauración de la democracia, el Ayuntamiento ha estado gobernado por las fuerzas de izquierda, es decir, por el Partido de los Socialistas de Cataluña, a veces apoyado por Iniciativa per Catalunya Verds, Convergència i Unió o Esquerra Republicana de Catalunya.

## Toponimia
Aunque los restos romanos son importantes y se han encontrado inscripciones, se desconoce el nombre romano del municipio y la atribución que a veces se ha propuesto de identificarla con la Subur mencionada por Plinio en su Naturalis historia carece de fundamento.
El nombre moderno de la ciudad proviene de la existencia en la población de la iglesia de San Baudilio, cuya existencia se menciona ya en el siglo IX d. C. Este santo corresponde al mártir francés del siglo II d. C. Sanctus Baudellius de Nimes, Baudilio o Baudelio en castellano. Sin embargo ya desde antiguo se documenta como Sant Boy o Sent Boy.
De esta manera
- documento privado (una apoca) de 7 de marzo de 1359 en catalán: Sent Boy[8]
- documento del Hospital de Coll de Balaguer de 10 de noviembre de 1361 en catalán: Sent Boy[9]
- el 4 de octubre de 1390 se documenta en catalán el alto del rey Juan II en Sant Boy[10]
- un documento del 12 de marzo de 1460 en catalán: Sent Boy[11]
- documento del 8 de junio de 1461 en catalán: Sent Boy[12]
- documento de 9 de enero de 1464 en catalán Sant Boy[13]
- documento de hospital de 1522 en catalán: Sent Boy[14]
- en 1635 el cartógrafo neerlandés Willem Blaeu en su mapa Catalonia en latín escribe S. Boy (este mapa posteriormente pasará a integrar parte del atlas del famoso cartógrafo Johannes Blaeu.)[15]
- en 1720 Josef Aparici, cartógrafo oficial del rey Felipe V en un mapa en castellano también escribe S. Boy.[16]

Posteriormente en catalán se encuentra testimoniado de forma consistente como Sant Boy con la ortografía arcaica en vez de la moderna Boi.
En castellano hemos visto que se documenta como S. Boy en un documento oficial del siglo XVIII. En 1849 en un itinerario de excursiones escrito por el catalán Tomás Bertran Soler se dice S. Boy pese a que este autor sí usa nombres castellanizados como Villanueva y Geltrú.
Sin embargo en la segunda mitad del siglo XIX se encuentra ya la forma San Baudilio (basada en el origen del pueblo) en múltiples ocasiones, como forma oficial e incluso escrita por catalanes con total normalidad. En algunas ocasiones se la considera como forma culta indicándose que la forma BOY es la que usa el "vulgo".
- el nombre oficial recogido por el Instituto Nacional de Estadística desde su primer censo moderno (1842) es el de San Baudilio de Llobregat.[18]
- en 1849 Pascual Madoz en el tomo XIII (p. 721) de su obra Diccionario geográfico-estadístico-histórico de España y sus posesiones de Ultramar titula el municipio literalmente SAM BAUDILIO DE LLOBREGAT vulgo SAN BOY o SEMBOY aunque el orden que sigue en el diccionario (sigue a San Antonio) sugiere que SAM es una errata por SAN.[19]
- en un libro de 1859 el archivero de la Corona de Aragón, Próspero de Bofarull y Mascaró, en la publicación de los documentos en catalán (donde se llama Sant Boy o Sent Boy) cuando hace comentarios llama al municipio San Baudilio.[20]
- en 1889 en el Diccionario biográfico y bibliográfico de escritores y artistas catalanes del siglo XIX (Apuntes y Datos) de Antonio Elías de Molins en las referencias biográficas se dice San Baudilio.[21]

De 1914 hay dos testimonios interesantes del propio municipio con motivo de la celebración de la fiesta del Pedal, una carrera ciclista: de un lado, un sello conmemorativo en castellano dice «Fiesta del Pedal» y «San Baudilio de Llobregat», pero en el propio acto se documenta que en castellano a la ciudad se la llamaba «San Boy» («San Boy a los ciclistas»).
Poco después de empezada la guerra civil española se efectuó una reforma de los topónimos catalanes para eliminar referencias religiosas o monárquicas, de modo que el 28 de enero de 1937 Sant Boi fue convertido por decreto en Vilaboi, llegándose a emitir billetes con este nombre.
Tras su ocupación por las tropas nacionales, el nombre oficial de la ciudad volvió a San Baudilio de Llobregat.
Finalmente, tras el final de la dictadura, el municipio recuperó como denominación oficial su nombre en catalán, aunque con una ortografía catalana moderna: Sant Boi de Llobregat.

## Demografía
San Baudilio de Llobregat cuenta con una población de 84 831 habitantes (INE 2024).
| Gráfica de evolución demográfica de San Baudilio de Llobregat entre 1842 y 2021                                     |
| |
| Población de derecho según los censos de población del INE Población de hecho según los censos de población del INE |

| Edades                                 | Porcentaje           |
| -------------------------------------- | -------------------- |
| 0 a 16 años 16 a 64 años 64 años y más | 15,6 % 70,2 % 14,2 % |

### Población por barrios
| Barrio                      | Población | Densidad residencial | Densidad absoluta |
| Barri Centre                | 14 047    | 22 656,5             | 13 378,1          |
| Camps Blancs                | 4764      | 7218,2               | 2802,4            |
| Casablanca                  | 5 585     | 27 925,0             | 3799,3            |
| Ciutat Cooperativa-Molí Nou | 9546      | 39 775,0             | 6198,7            |
| Marianao                    | 31 822    | 20 935,5             | 7383,3            |
| Vinyets-Molí Vell           | 15 847    | 36 853,5             | 1381,6            |

Densidad residencial: población entre superficie dedicada a uso residencial.
Densidad total: población entre superficie total.

## Economía
Actualmente, el sector económico predominante es el terciario. Aunque tiene varios polígonos industriales en la C-32 (antigua A-16) y entre la C-32 y el aeropuerto y el sector primario tiene una presencia medianamente relevante. El más característico producto local son las alcachofas, que tienen denominación de origen Sant Boi. También los pollos criados en la localidad entran en la denominación de origen de El Prat.

## Símbolos

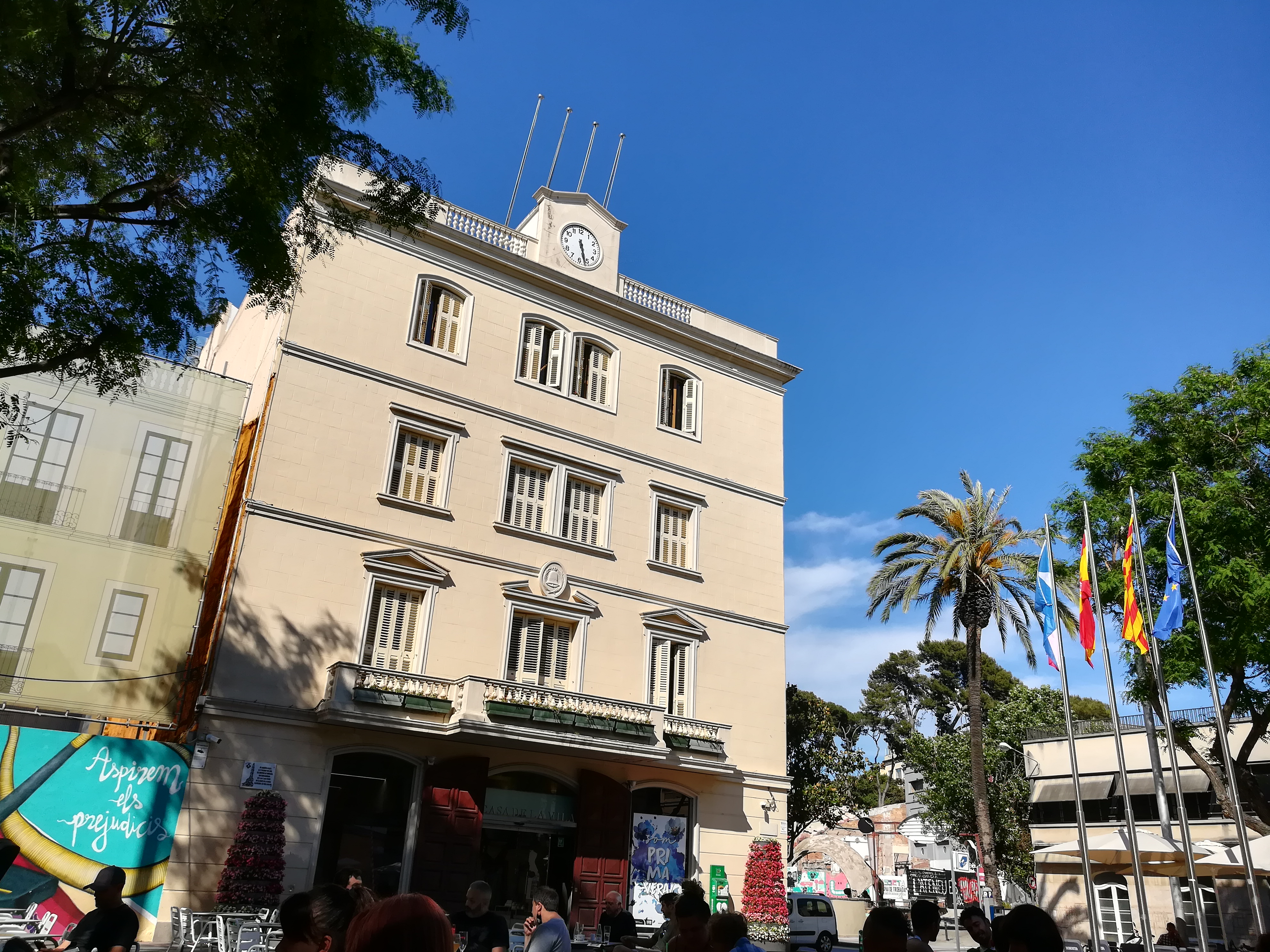
La casa consistorial, sede del Ayuntamiento de San Baudilio

El escudo de San Baudilio de Llobregat se define por el siguiente blasón:

Escudo embaldosado: de azur, una campana de argén batallada de gules. Por timbre una corona de barón.

Fue aprobado el 10 de diciembre de 1985. La campana es el señal tradicional de la localidad, aunque no vaya ligada a ningún acontecimiento histórico particular; se dice que simboliza la campana que llamaba a los vecinos a reunirse en la plaza. San Justo Desvern, un municipio cercano, también tiene una campana en su escudo. La corona recuerda la baronía de Sant Boi, creada en 1523 por Antonio Folch de Cardona y Enríquez.

## Administración y política

### Gobierno municipal
| Periodo   | Nombre            | Partido | Partido                                    |
| --------- | ----------------- | ------- | ------------------------------------------ |
| 1979-1997 | Xavier Vila       |         | Partit dels Socialistes de Catalunya (PSC) |
| 1997-2007 | Montserrat Gibert |         | Partit dels Socialistes de Catalunya (PSC) |
| 2007-2014 | Jaume Bosch       |         | Partit dels Socialistes de Catalunya (PSC) |
| 2014-act. | Lluïsa Moret      |         | Partit dels Socialistes de Catalunya (PSC) |

| Partido político | Partido político                                                      | 2023   | 2019   | 2015   | 2011   | 2007   | 2003   | 1999   | 1995   | 1991   | 1987   | 1983   | 1979   |
| Partido político | Partido político                                                      | Ediles | Ediles | Ediles | Ediles | Ediles | Ediles | Ediles | Ediles | Ediles | Ediles | Ediles | Ediles |
|                  | Partit dels Socialistes de Catalunya (PSC)                            | 16     | 13     | 10     | 10     | 12     | 12     | 15     | 10     | 15     | 17     | 18     | 10     |
|                  | Esquerra Republicana de Catalunya (ERC)                               | 3      | 5      | 3      | 0      | 3      | 2      | 0      | 0      | 0      | —      | 0      | —      |
|                  | Partit Popular de Catalunya (PP)-Alianza Popular (AP)                 | 2      | 0      | 2      | 5      | 3      | 4      | 3      | 3      | 0      | 0      | 1      | —      |
|                  | Vox                                                                   | 2      | 0      | —      | —      | —      | —      | —      | —      | —      | —      | —      | —      |
|                  | En Comú Podem (ECP)-Iniciativa per Catalunya Verds (ICV)              | 2      | 2      | 4      | 4      | 3      | 5      | 4      | 7      | 4      | 3      | —      | —      |
|                  | Junts per Catalunya (JxC)-Convergència i Unió (CiU)                   | 0      | 0      | 1      | 3      | 2      | 2      | 3      | 5      | 6      | 5      | 3      | 3      |
|                  | Ciutadans (CS)                                                        | 0      | 3      | 3      | 0      | 1      | —      | —      | —      | —      | —      | —      | —      |
|                  | Candidatura d'Unitat Popular (CUP)                                    | 0      | 0      | 2      | 0      | —      | —      | —      | —      | —      | —      | —      | —      |
|                  | Podem-Esquerra Unitaria                                               | —      | 2      | —      | —      | —      | —      | —      | —      | —      | —      | —      | —      |
|                  | Plataforma per Catalunya (PxC)                                        | —      | —      | 0      | 3      | —      | —      | —      | —      | —      | —      | —      | —      |
|                  | Partit Socialista Unificat de Catalunya (PSUC)                        | —      | —      | —      | —      | —      | —      | —      | —      | —      | —      | 3      | 9      |
|                  | Centro Democrático y Social (CDS)-Unión de Centro Democrático (UCD)   | —      | —      | —      | —      | —      | —      | —      | —      | 0      | 0      | —      | 2      |
|                  | Partit Socialista d'Alliberament Nacional dels Països Catalans (PSAN) | —      | —      | —      | —      | —      | —      | —      | —      | —      | —      | —      | 1      |

### Organización territorial
San Baudilio de Llobregat está dividido en seis barrios:
- Ciudad Cooperativa-Molí Nou
- Marianao-Can Paulet
- Barrio Centro
- Vinyets-Molí Vell
- Cinco Rosas/Camps Blancs-Canons-Orioles
- Casablanca

## Cultura

### Bibliotecas
La ciudad cuenta en la actualidad con dos bibliotecas municipales, la biblioteca Jordi Rubió i Balaguer y la biblioteca Maria Aurèlia Capmany.

### Fiestas
- Tres tombs: febrero
- Carnaval: febrero
- Muestra gastronómica de la alcachofa: abril
- Juegos florales: mayo
- Fiesta mayor: 20 de mayo
- Fiesta de la Capvuitada: una semana después de la fiesta mayor.
- Fiestas de barrio: junio y julio.
- Aplec en la ermita de San Ramón: último fin de semana de agosto o primero de septiembre.
- Diada de Catalunya: 11 de septiembre
- Festival Altaveu: septiembre
- Fira de la Puríssima: 6, 7 y 8 de diciembre.

### Deporte

#### Rugby
El equipo de rugby de San Baudilio Boi de Llobregat es la UE Santboiana (Unió Esportiva Santboiana, que significa 'Unión Deportiva Samboyana'). Este equipo de rugby fue el primer equipo de rugby fundado en España y es uno de los mejores de todo el país, ganando en la Liga de Honor en diversas ocasiones.
Asimismo, la franquicia catalana Catalunya Blaus Almogàvers ('Cataluña Azules Almogávares' en catalán), que participa en la Liga Superibérica, tiene su sede en este municipio, que es donde juegan sus partidos como locales.

#### Ciclismo
El ciclismo de la ciudad queda representado por los equipos del Club Ciclista Sant Boi. Las diferentes categorías, desde infantiles hasta veteranos, han conseguido medallas en Campeonatos de España, de Europa y de Cataluña, así como victorias en diferentes vueltas por etapas de categoría júnior. Su Escuela de Ciclismo cuenta actualmente con 75 componentes, entre los 5 y los 18 años. El Club Ciclista Sant Boi es uno de los clubes con mayor tradición e historia de Cataluña y su Escuela de Ciclismo ha formado como corredores a varios ciclistas que han conseguido dar el paso al campo profesional, como Antonio González, Juan Valbuena, Israel Núñez o David de la Cruz.

#### Fútbol
En la ciudad se destaca la presencia de varios clubes de fútbol con desempeño en la región catalana de las divisiones regionales de fútbol de España y con historia en las ligas de fútbol de España.
Sin lugar a dudas el más laureado resulta ser el Futbol Club Santboià en el estadio Dani Jarque que en 2010 logró el ascenso para competir en la segunda división B. Actualmente se desempeña como uno de los protagonistas año a año en la Territorial Preferente de Cataluña dependiente de la Federación Catalana de Fútbol.
Otros equipos que compiten en las ligas de la Federación Catalana de Fútbol son el C.D.Marianao Poblet, el Club de Fútbol Ciutat Cooperativa, el Vinyets - Moli Vell y el Casablanca.

#### Béisbol
El Club de béisbol y softbol Sant Boi es uno de los clubes más importantes del país con un total de 17 equipos en sus filas.
El club destaca por su gran crecimiento en los últimos 10 años donde apenas al inicio del 2000 contaba con 5 equipos. El equipo sénior de béisbol ha conquistado entre sus premios más importantes 2 Ligas Nacionales y 4 Copas de SM el Rey y un subcampeonato de Europa (Recopa 2007). El equipo sénior de sóftbol femenino ha conseguido ganar 1 Liga Nacional y 3 Copa de SM la Reina y un subcampeonato de Europa (2015).

## Servicios

### Sanidad
El municipio se caracterizó en la década de los 80 por tener su Hospital Comarcal de Sant Boi de Llobregat, ya que se creó para que los habitantes no se tuvieran que desplazar a Barcelona en esos años. El hospital se inauguró el 18 de abril de 1978, un año antes del fallecimiento de su fundador, José Morales Garrido. El 11 de junio de 2010, el hospital cerró sus puertas definitivamente por la inauguración del nuevo Hospital General.

### Comunicaciones

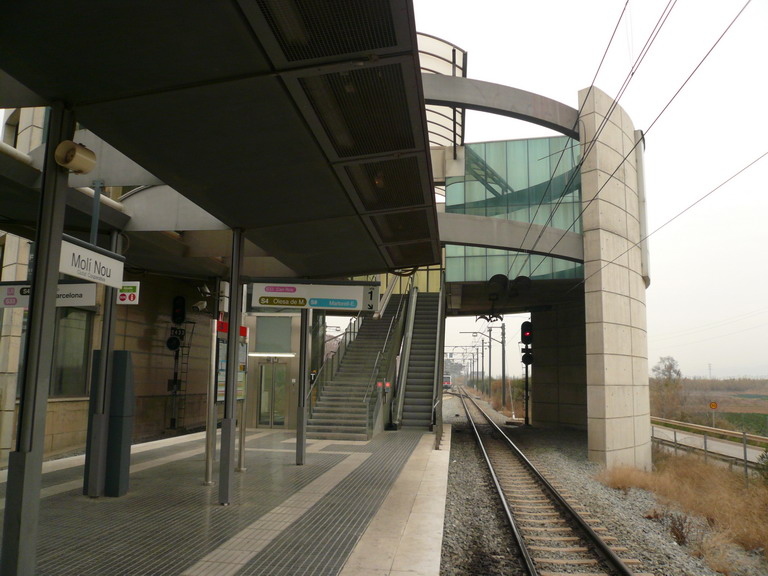
Estación de los Ferrocarriles de la Generalidad de Cataluña en Ciutat Cooperativa-Molí Nou

La población es accesible por carretera mediante la comarcal C-245, la BV-2002, la BV-2004, la A-2, la C-31C y la C-32. Desde hace varios años está pendiente la modificación de la C-245, obras que actualmente se encuentran paradas por tiempo indefinido.
La ciudad cuenta con varias líneas locales de autobús (SB1, SB2 y SB3) y a las que hay que sumar otras de carácter metropolitano con la denominación (L más un número de dos cifras, o E más un número de dos cifras si es exprés), las cuales unen el municipio con otras ciudades como Barcelona. También comunicado por tren, cuenta con dos paradas de los Ferrocarriles de la Generalidad de Cataluña (San Baudilio y Molí Nou), además es lugar de paso del AVE.
Ya hace algún tiempo, las administraciones locales y autonómicas anunciaron su intención de crear la línea 12 del metro de Barcelona (la cual tendría tres o cuatro paradas en la ciudad: Ciudad Cooperativa, Plaza de la Generalidad y Plaza Cataluña, con la petición de crear otra parada en Torrelavila) pero tras diferentes problemas parece ser que en lugar de construir una nueva línea de metro, se ampliarán las diferentes líneas existentes.

## Monumentos y lugares de interés
- Biblioteca Jordi Rubió i Balaguer

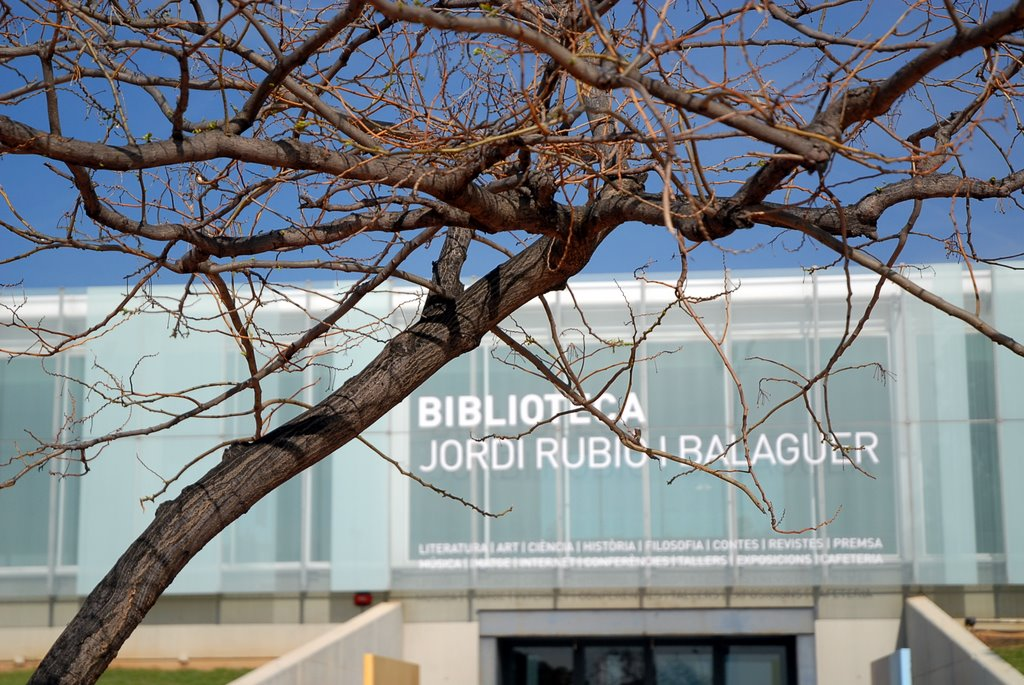
Biblioteca Jordi Rubio i Balaguer

- Centro de Salud Mental de San Baudilio
- Jardín del antiguo Manicomio de San Baudilio
- Ermita de San Ramón
- Iglesia de Sant Baldiri
- Museo de San Baudilio
- Termas Romanas de San Baudilio
- Plaza de la Generalidad
- Can Juliá, museo del Río Llobregat.

## Ciudades hermanadas
- Coín (España)[32]
- Azuaga (España)
- Peraleda del Zaucejo (España)
- Marianalo (La Habana/Cuba)
- Nizni Nóvgorod (Rusia)[33]